# Coupe d’Europe 1979/80

Logo CEB (ausrichtender Verband)

Der Coupe d’Europe 1979/80 ist ein Dreiband-Mannschaftsturnier im Karambolagebillardsport. Die 22. Auflage fand vom 13. bis zum 15. Juni 1980 in Barcelona statt.

## Turniermodus
Gespielt wurde eine Finalrunde mit fünf Mannschaften.

## Geschichte
Auf eigenen Tischen gewann der C.B. Barcelona den Coupe d’Europe vor dem Biljart Club Deurne und dem Billard Club Ablonais.

## Vor-Qualifikationsspiele für die Endrunde in Barcelona
| Name                             | PP |
| -------------------------------- | -- |
| Düsseldorfer Billardfreunde 1954 | 13 |
| Billardsportklub UNION Wien      | 5  |

| Name                            | PP |
| ------------------------------- | -- |
| Sporting Clube de Portugal      | 11 |
| Unione Amatori Carambola Triest | 5  |

| Name                      | PP | Pkt. | Aufn. | MGD   |
| ------------------------- | -- | ---- | ----- | ----- |
| B.K. Borgen Helsingborg   | 8  | 387  | 420   | 0,921 |
| D.K. Northwest Copenhagen | 8  | 363  | 420   | 0,864 |

## Qualifikationsspiele für die Endrunde in Barcelona
| Name                             | PP | Pkt. | Aufn. | MGD   |
| -------------------------------- | -- | ---- | ----- | ----- |
| Billard Club Ablonais            | 12 | 407  | 457   | 0,890 |
| Hollandais Majelle Comb. Utrecht | 4  | 332  | 457   | 0,726 |

| Name                             | MP |          |
| -------------------------------- | -- | -------- |
| Düsseldorfer Billardfreunde 1954 | 2  | kampflos |
| Club Asoc Billar Palma           | 0  |          |

| Name                       | PP | Pkt. | Aufn. | MGD   |
| -------------------------- | -- | ---- | ----- | ----- |
| Biljart Club Deurne        | 12 | 382  | 459   | 0,32  |
| Sporting Clube de Portugal | 4  | 358  | 459   | 0,799 |

| Name                                  | PP | Pkt. | Aufn. | MGD   |
| ------------------------------------- | -- | ---- | ----- | ----- |
| B.K. Borgen Helsingborg               | 12 | 388  | 475   | 0,816 |
| Club Genevois des Amateurs de Billard | 4  | 318  | 475   | 0,669 |

## Finalrunde in Barcelona
| Spiel 1                          |    |    |      |       |       |       |
| Name                             | MP | PP | Pkt. | Aufn. | MGD   | BED   |
| Biljart Club Deurne              | 2  | 8  | 210  | 227   | 0,925 | 1,071 |
| Düsseldorfer Billardfreunde 1954 | 0  | 0  | 159  | 227   | 0,700 | –     |

| Spiel 2                 |    |    |      |       |       |       |
| Name                    | MP | PP | Pkt. | Aufn. | MGD   | BED   |
| B.K. Borgen Helsingborg | 2  | 6  | 201  | 268   | 0,750 | 1,388 |
| Billard Club Ablonais   | 0  | 2  | 174  | 268   | 0,649 | 0,869 |

| Spiel 3                 |    |    |      |       |       |       |
| Name                    | MP | PP | Pkt. | Aufn. | MGD   | BED   |
| C.B. Barcelona          | 2  | 6  | 190  | 242   | 0,785 | 0,943 |
| B.K. Borgen Helsingborg | 0  | 2  | 171  | 242   | 0,706 | 1,071 |

| Spiel 4                          |    |    |      |       |       |       |
| Name                             | MP | PP | Pkt. | Aufn. | MGD   | BED   |
| Billard Club Ablonais            | 1  | 4  | 202  | 233   | 0,866 | 0,806 |
| Düsseldorfer Billardfreunde 1954 | 1  | 4  | 201  | 233   | 0,862 | 1,016 |

| Spiel 5                          |    |    |      |       |       |       |
| Name                             | MP | PP | Pkt. | Aufn. | MGD   | BED   |
| C.B. Barcelona                   | 1  | 4  | 190  | 271   | 0,701 | 0,742 |
| Düsseldorfer Billardfreunde 1954 | 1  | 4  | 178  | 271   | 0,656 | 0,980 |

| Spiel 6               |    |    |      |       |       |       |
| Name                  | MP | PP | Pkt. | Aufn. | MGD   | BED   |
| Billard Club Ablonais | 2  | 7  | 210  | 267   | 0,786 | 0,877 |
| Biljart Club Deurne   | 0  | 1  | 193  | 267   | 0,722 | 0,877 |

| Spiel 7               |    |    |      |       |       |       |
| Name                  | MP | PP | Pkt. | Aufn. | MGD   | BED   |
| C.B. Barcelona        | 2  | 6  | 206  | 233   | 0,884 | 1,034 |
| Billard Club Ablonais | 0  | 2  | 167  | 233   | 0,716 | 0,806 |

| Spiel 8                 |    |    |      |       |       |       |
| Name                    | MP | PP | Pkt. | Aufn. | MGD   | BED   |
| Biljart Club Deurne     | 2  | 6  | 201  | 225   | 0,893 | 1,304 |
| B.K. Borgen Helsingborg | 0  | 2  | 179  | 225   | 0,795 | 0,892 |

| Spiel 9                          |    |    |      |       |       |       |
| Name                             | MP | PP | Pkt. | Aufn. | MGD   | BED   |
| Düsseldorfer Billardfreunde 1954 | 1  | 4  | 192  | 283   | 0,678 | 0,877 |
| B.K. Borgen Helsingborg          | 1  | 4  | 181  | 283   | 0,639 | 0,909 |

| Spiel 10            |    |    |      |       |       |       |
| Name                | MP | PP | Pkt. | Aufn. | MGD   | BED   |
| C.B. Barcelona      | 2  | 6  | 186  | 270   | 0,688 | 0,714 |
| Biljart Club Deurne | 0  | 2  | 194  | 270   | 0,718 | 1,111 |

## Abschlusstabelle 1979/80
| MP    | Match Points (Sieger = 2; Unentschieden = 1; Verlierer = 0) |
| Pkte. | Erzielte Karambolagen                                       |
| Aufn. | Benötigte Versuche                                          |
| GD    | Generaldurchschnitt                                         |
| BED   | Bester Einzeldurchschnitt eines Spielers                    |
| HS    | Höchstserie                                                 |
|       | Bester GD des Turniers                                      |
|       | Bester ED des Turniers                                      |
|       | Beste HS des Turniers                                       |
|       | 1. Platz (Gold)                                             |
|       | 2. Platz (Silber)                                           |
|       | 3. Platz (Bronze)                                           |

| Platz | Name                             | MP | PP | Pkt. | Aufn. | MGD   | BMD   |
| ----- | -------------------------------- | -- | -- | ---- | ----- | ----- | ----- |
| 1     | C.B. Barcelona                   | 7  | 22 | 772  | 1016  | 0,759 | 0,884 |
|       | Spieler                          |    | PP | Pkt. | Aufn. | GD    | BED   |
|       | Claudio Nadal                    |    | 2  | 193  | 249   | 0,775 | 1,034 |
|       | B. Bonhora                       |    | 8  | 200  | 253   | 0,790 | 0,943 |
|       | Francisco Munté                  |    | 6  | 183  | 234   | 0,782 | 0,980 |
|       | Delmas                           |    | 6  | 196  | 280   | 0,700 | 0,714 |
| 2     | Biljart Club Deurne              | 4  | 17 | 798  | 989   | 0,806 | 0,925 |
|       | Spieler                          |    | PP |      |       | GD    | BED   |
|       | Ludo Dielis                      |    | 6  | 238  | 226   | 1,053 | 1,314 |
|       | Willy Gijsels                    |    | 3  | 187  | 239   | 0,782 | 0,909 |
|       | V. Daelmans                      |    | 4  | 181  | 265   | 0,683 | 0,877 |
|       | Roofthooft                       |    | 4  | 192  | 259   | 0,741 | 0,961 |
| 3     | Billard Club Ablonais            | 3  | 15 | 753  | 1001  | 0,752 | 0,866 |
|       | Spieler                          |    | PP |      |       | GD    | BED   |
|       | Roland Dufetelle                 |    | 4  | 224  | 249   | 0,899 | 0,869 |
|       | Gérard Mouradian                 |    | 1  | 161  | 210   | 0,766 | 0,877 |
|       | Kuyna K. Sun                     |    | 4  | 173  | 243   | 0,711 | 0,806 |
|       | Olmeda                           |    | 6  | 195  | 299   | 0,652 | 0,806 |
| 4     | B.K. Borgen Helsingborg          | 3  | 14 | 732  | 1048  | 0,698 | 0,750 |
| 5     | Düsseldorfer Billardfreunde 1954 | 3  | 12 | 730  | 1021  | 0,714 | 0,862 |

1. 1 2  
Hans H. Grassmann: Billard Sport. 58. Jahrgang, Nr. 9. Düren September 1980, S. 8.
2. 1 2  
J. Babut du Mares: Le Billard. Nr. 82. Brüssel September 1980, S. 5–6.